# Менгот
Менго́т (фр. Mingot, окс. Mingòt) — коммуна во Франции, находится в регионе Юг — Пиренеи. Департамент — Верхние Пиренеи. Входит в состав кантона Рабастенс-де-Бигор. Округ коммуны — Тарб.
Код INSEE коммуны — 65311.

## География

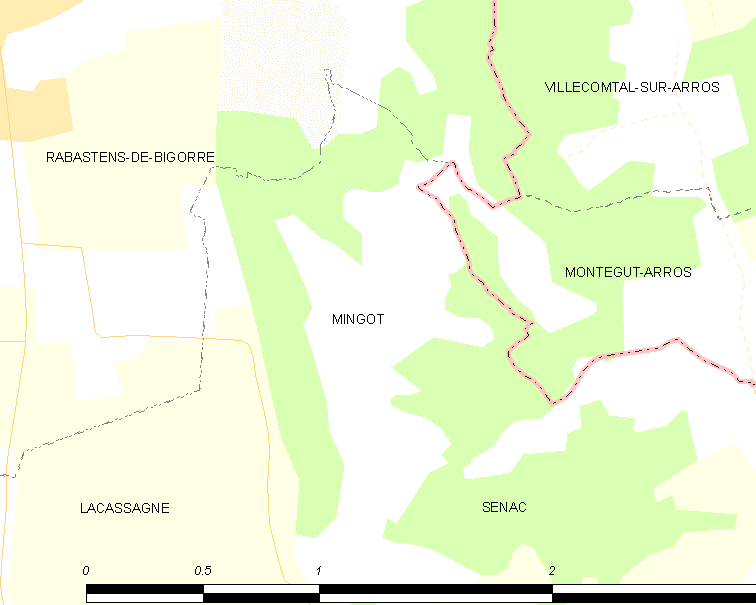
Карта коммуны

Коммуна расположена приблизительно в 640 км к югу от Парижа, в 110 км западнее Тулузы, в 19 км к северо-востоку от Тарба.

## Климат
Климат умеренно-океанический с солнечной тёплой погодой и обильными осадками на протяжении практически всего года.

## Население
Население коммуны на 2010 год составляло 100 человек.
| 1962 | 1968 | 1975 | 1982 | 1990 | 1999 | 2010 |
| ---- | ---- | ---- | ---- | ---- | ---- | ---- |
| 44   | 45   | 45   | 56   | 47   | 69   | 100  |

## Администрация
| Период | Период | Фамилия      | Партия | Примечания |
| ------ | ------ | ------------ | ------ | ---------- |
| 2001   | 2014   | Эрик Дюфрешу |        |            |
| 2014   | 2020   | Жером Мар    |        |            |

## Экономика
В 2010 году среди 66 человек трудоспособного возраста (15-64 лет) 51 были экономически активными, 15 — неактивными (показатель активности — 77,3 %, в 1999 году было 75,6 %). Из 51 активных жителей работали 45 человек (23 мужчины и 22 женщины), безработных было 6 (5 мужчин и 1 женщина). Среди 15 неактивных 3 человека были учениками или студентами, 9 — пенсионерами, 3 были неактивными по другим причинам.